# دولة كاتانغا
دولة كاتانغا دولة أعلنت استقلالها عن الكونغو ليوبولدفيل في 11 يوليو 1960 بقيادة مويس تشومبي، زعيم حزب اتحاد الجمعيات القبلية المحلي في كاتانغا. ولم تتمتع كاتانغا الجديدة بالدعم الكامل من أنحاء المقاطعة وكانت تعاني باستمرار من الصراع العرقي في أقصى شمالها. وسقطت في عام 1963 بعد دخول قوات عملية الأمم المتحدة في الكونغو، وضمت لبقية البلاد وصارت مقاطعة.